# Лазарев, Фёдор Фёдорович

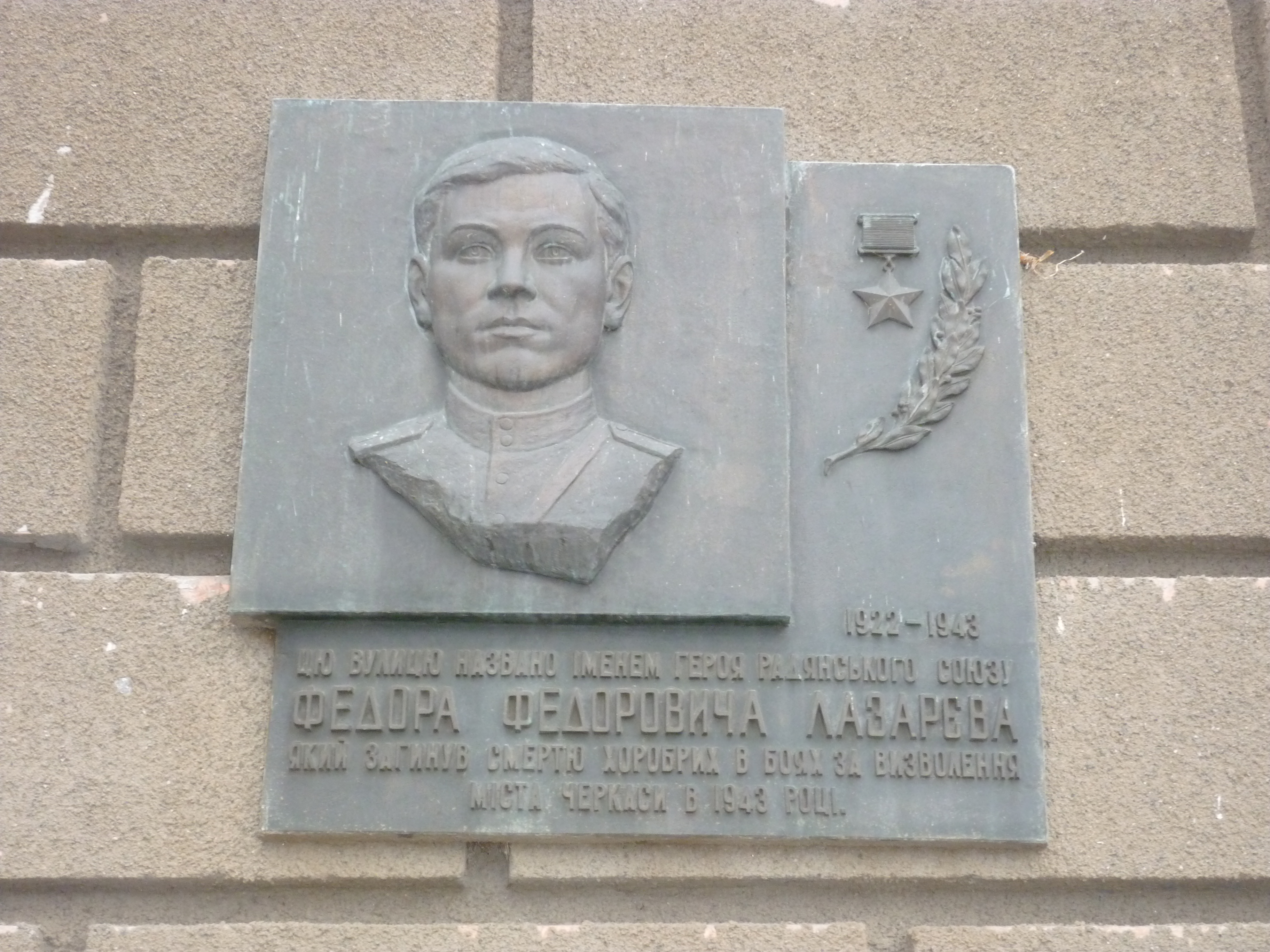
Мемориальная доска, Черкассы, ул. Лазарева, Украина

Фёдор Фёдорович Ла́зарев (1922 — 11 декабря 1943) — младший лейтенант Рабоче-крестьянской Красной Армии, участник Великой Отечественной войны, Герой Советского Союза (1944).

## Биография
Родился в 1922 году в деревне Лукино Опочецкого уезда Псковской губернии (ныне — в составе Красногородского района Псковской области). В военных архивах ошибочно утверждается, что Фёдор Лазарев родился в деревне Филиппково, ныне входящей в состав Удомельского района Тверской области (в действительности в этой деревне во время войны проживали родители Фёдорова). Как уроженец деревни Филиппково он был занесён в Книгу Памяти Удомельского района. Эти же сведения о его месте рождения приведены и на сайте «Герои страны».
Учился в 1931—1934 годах в Граинской школе деревни Лукино. В 1934 году его семья переехала на восток тогдашней Ленинградской области — на территорию, в 1935 году вошедшую в состав новообразованного Фировского района Калининской (ныне — Тверской) области. После окончания школы окончил курсы трактористов и работал трактористом в леспромхозе.
В 1941 году был призван на службу в Рабоче-крестьянскую Красную Армию. Окончил танковое училище. С января 1943 года — на фронтах Великой Отечественной войны. Получив при выпуске из танкового училища звание младшего лейтенанта, был назначен командиром экипажа танка «Т-34».
К декабрю 1943 года младший лейтенант Фёдор Лазарев командовал танком 378-го танкового батальона 173-й танковой бригады 52-й армии 2-го Украинского фронта. Отличился во время освобождения Черкасской области Украинской ССР. 11 декабря 1943 года на подступах к Черкассам экипаж Лазарева уничтожил 17 пулемётных точек, 3 артиллерийских орудия, 1 танк, около 40 вражеских солдат и офицеров. Когда у действующей поблизости стрелковой роты выбыли из строя все командиры, вышел из танка и поднял её в атаку, взяв безымянную высоту и отразив несколько немецких контратак, после чего вернулся к своему танку.
В последующих боях на улицах Черкасс танк Фёдора Лазарева был подбит, а башенное орудие вышло из строя. Тогда экипаж направил свой горящий танк на немецкое артиллерийское орудие, ценой своих жизней уничтожив его вместе с обслугой. Похоронен на Холме Славы в Черкассах, на берегу Днепра.
Указом Президиума Верховного Совета СССР «О присвоении звания Героя Советского Союза офицерскому, сержантскому и рядовому составу Красной Армии» от 22 февраля 1944 года за «образцовое выполнение боевых заданий командования при форсировании реки Днепр, развитие боевых успехов на правом берегу реки и проявленные при этом отвагу и геройство» был удостоен посмертно высокого звания Героя Советского Союза. Также посмертно был награждён орденом Ленина.

## Память
- В его честь названа улица в Черкассах[2], в 1987 году на доме № 6 установлена мемориальная доска[7].
- В 1970 году на стене школы в деревне Лукино, где учился будущий герой, была установлена мемориальная доска[8].
- В 2000 году на Аллее Героев в районном центре Красногородск Псковской области установлен бюст Ф. Ф. Лазарева работы скульптора А. Ф. Маначинского[9].